# 秋葉原之旅 -THE ANIMATION-
《秋葉原之旅 -THE ANIMATION-》（AKIBA'S TRIP -THE ANIMATION-）改編自同名以PlayStation Portable為平台的秋葉原之旅。2016年9月15日，於東京電玩展2016宣佈推出電視動畫，並從2017年1月4日開始播放。

## 登場人物

### 主要人物
傳木凱保（聲：石谷春貴）
御宅族。只要遇到喜歡的東西就會很有幹勁。姓氏來源為電器街（でんきがい）。
萬世架纏（聲：高橋李依）
性格冷酷，但也有女孩子的一面，喜歡保。武器是棒球棒。芳齡78歲。姓氏來源為位於秋葉原的萬世橋。

### 電器蛋黃醬其他成員
傳木凱俄（聲：高野麻里佳）
保的妹妹，輕度御宅族。
有紗·阿霍凱寧（聲：長久友紀）
來自芬蘭的謎之少女。

### 主角關係者
塔斯金·拉托（聲：久野美咲）
和保他們一起行動的前研究員。
影先生（聲：中田讓治）
全名面影三太。保的朋友，時常會給保一些建議。

### Metro地下
萬世架怨（聲：高橋李依）
纏的雙胞胎妹妹，臉上帶著鬼面具，武器是武士刀。
萬世架深（聲：淺野真澄）
纏和怨的奶奶，一直想淨化秋葉原，認為秋葉原充滿了污穢的人。
新倉真須斗（聲：興津和幸）
每次拍攝戰鬥場面來提升自己的人氣。

### 破操者
BOSS（聲：石原夏織）
店長（聲：玄田哲章）
紅影（聲：高橋智秋）
NICE村村（聲：島田敏）
毒島電子（聲：竹達彩奈）
MATSUKO（聲：悠木碧）
蘿莉芭芭拉（聲：久川綾）
黑井勤（聲：高木涉）
師父（聲：田丸篤志）
出井馬莉莎 · 馬克馬華特（聲：中川翔子）
政田池輝（聲：小野大輔）
黑洞黑田（聲：稻田徹）

## 電視動畫

### 製作人員
- 原作：ACQUIRE
- 導演：博史池畠
- 劇本統籌：兵頭一步
- 人物設定：滿田一
- 總作畫指導：滿田一、佐佐木貴宏、清丸悟
- 物品設定：杉村友和
- 服裝設定：濃野真子
- 美術設定：松本健治
- 美術指導：田尻健一
- 色彩設計：歌川律子
- 攝影指導：
- 編輯：廣瀨清志
- 音響指導：本山哲（日语：本山哲 (音響監督)）
- 音樂：エンドウ（日语：GEEKS）
- 音樂製作：EVIL LINE RECORDS（日语：EVIL LINE RECORDS）
- 動畫製作：GONZO

### 主題曲
片頭曲
作詞：只野菜摘，作曲、編曲：橫山克，客串：串田晃，主唱：Earphones（高野麻里佳、高橋李依、長久友紀）
片尾曲
「B Ambitious!」（第1話）
作詞：7chi子♪，作曲：渡邊俊彥，編曲：大久保薰，主唱：唯夏織
（第2話）
作詞、作曲：Yuka，編曲：Yuuyu，主唱：mimimemeMIMI
（第3話、第4話、第12話）
作詞、作曲、編曲：
主唱（第3話、第12話）：Earphones
主唱（第3話插曲、第4話）：Manias（萬世架纏、傳木凱俄、有紗·阿霍凱寧）
（第5話）
作詞：NAGAE，作曲：南直博，編曲：西岡和哉，主唱：A應P
（第6話）
作詞：咲岡里奈，作曲、編曲：松坂康司，主唱：every♥ing!
（第7話）
作詞：大槻賢二，作曲、編曲：山田高弘，客串：Lady Beard，主唱：中川翔子
「Fighting☆Dramatic」（第8話）
作詞：南野Emily，作曲、編曲：山崎真吾，主唱：milky holmes
（第9話）
作詞、作曲、主唱：桃井晴子，編曲：Haraddy
（第10話）
作詞：中村彼方，作曲：淺原康浩，編曲：佐藤清喜，主唱：petit milady
「DIVE TO LIVE」（第11話）
作詞、作曲、編曲：，主唱：i☆Ris
插曲（第13話）
作詞：岩里祐穗，編曲：，主唱：Manias
作曲：弗雷德里克·蕭邦、約翰·帕海貝爾、約翰·塞巴斯蒂安·巴哈、克里斯蒂安·佩措爾德、喬治·比才、焦阿基諾·羅西尼、格奥爾格·弗里德里希·韓德爾、路德維希·范·貝多芬

### 各話列表
| 話數    | 日文標題           | 中文標題                         | 劇本     | 分鏡       | 演出                       | 總作畫監督        | 作畫監督                                                                    |
| ------- | ------------------ | -------------------------------- | -------- | ---------- | -------------------------- | ----------------- | --------------------------------------------------------------------------- |
| TRIP 1  | AKIBA'S FIRST TRIP | AKIBA'S FIRST TRIP               | 兵頭一步 | 博史池畠   | 博史池畠                   | 滿田一            | 滿田一                                                                      |
| TRIP 2  |                    | 隊伍集結，簡稱電MA               | 兵頭一步 | 博史池畠   | 川久保圭史                 | 清丸悟            | 清丸悟                                                                      |
| TRIP 3  |                    | 聽說能偶像出道，就傻傻上鉤的結果 | 雜破業   | 川口敬一郎 | 北井嘉樹                   | 佐佐木貴宏        | 本田敬一                                                                    |
| TRIP 4  |                    | 無線HAM戰士                      | 兵頭一步 | 博史池畠   | 北井嘉樹                   | 佐佐木貴宏        | Kim Bongdeok Park Jae seok                                                  |
| TRIP 5  |                    | 沒有輸的要素！                   | 佐藤裕   | 博史池畠   | 博史池畠                   | 滿田一            | 吉岡敏幸                                                                    |
| TRIP 6  |                    | 回憶滿滿                         | 雜破業   | 八谷賢一   | 八谷賢一                   | 佐佐木貴宏        | 鎌田均                                                                      |
| TRIP 7  |                    | 說不行是騙人的                   | 佐藤裕   | 反里小也   | 反里小也                   | 滿田一            | 野崎麗子                                                                    |
| TRIP 8  |                    | 秋葉原大武鬥會                   | 佐藤裕   | 川口敬一郎 | 博史池畠                   | 佐佐木貴宏        | 桑原壽彌                                                                    |
| TRIP 9  |                    | 用遊戲卡片來戰鬥！               | 雜破業   | 青柳隆平   | 青柳隆平 山田山男 博史池畠 | 滿田一            | 滿田一 吉岡敏幸 Park Jaeseok                                                |
| TRIP 10 |                    | 幽門打開了嗎？！                 | 佐藤裕   | 博史池畠   | 吉川志我津                 | 清丸悟            | 清丸悟                                                                      |
| TRIP 11 |                    | 真夏的秋葉原Fes開幕！            | 雜破業   | 杉村苑美   | 杉村苑美                   | 滿田一            | 清水博幸                                                                    |
| TRIP 12 |                    | 電MA不是亂七八糟的嘛！           | 兵頭一步 | 博史池畠   | 高橋正典                   | 佐佐木貴宏 滿田一 | 野崎麗子                                                                    |
| TRIP 13 | AKIBA'S LAST TRIP  | AKIBA'S LAST TRIP                | 兵頭一步 | 博史池畠   | 博史池畠                   | 滿田一 清丸悟     | 滿田一、鎌田均、大隈孝晴 李少雷、Park Jae seok 杉村友和、北川隆之、桑原壽彌 |

### 播放電視台
日本深夜動畫：下文記載的日本国内播放時間使用日本標準時間（UTC+9）表示。因為部分時間标识會採用30小时制，因此請留意这类超过24:00的时间，其實際播放時間為翌日清晨。
| 播放地區 | 播放電視台 | 播放日期              | 播放時間（UTC+9）         | 所屬聯播網 | 備註   |
| -------- | ---------- | --------------------- | ------------------------- | ---------- | ------ |
| 東京都   | TOKYO MX   | 2017年1月4日－3月29日 | 星期三 23時30分－24時00分 | 獨立局     |        |
| 關東地區 | BSフジ     | 2017年1月8日          | 星期日 25時30分－26時00分 | 衛星電視   |        |
| 日本全國 | AT-X       | 2017年1月5日          | 星期三 22時30分－23時00分 | 衛星電視   | 有重播 |

### 藍光與DVD
| 卷數   | 出售日期     | 收錄話數            | 規格編號  |
| 藍光版 | 藍光版       | 藍光版              | 藍光版    |
| ------ | ------------ | ------------------- | --------- |
| 1      | 2017年4月4日 | 第1話 - 第6話       | GDBB-1195 |
| 2      | 2017年6月2日 | 第7話 - 第12話      | GDBB-1196 |
| DVD版  |              |                     |           |
| 1      | 2017年4月4日 | 第1話、第2話、第3話 | GDDS-1101 |
| 2      | 2017年5月2日 | 第4話、第5話        | GDDS-1102 |
| 3      | 2017年6月2日 | 第6話、第7話        | GDDS-1103 |
| 4      | 2017年7月4日 | 第8話、第9話        | GDDS-1104 |
| 5      | 2017年8月2日 | 第10話、第11話      | GDDS-1105 |
| 6      | 2017年9月2日 | 第12話、第13話      | GDDS-1106 |

## 腳註
1. ↑  . アニメ!アニメ!. 2016-09-15  [2016-10-11]. （原始内容存档于2019-04-01） （日语）.